# Polycarpa rima
Polycarpa rima är en sjöpungsart som beskrevs av Monniot 1996. Polycarpa rima ingår i släktet Polycarpa och familjen Styelidae. Inga underarter finns listade i Catalogue of Life.